# زيارة السادات إلى إسرائيل 1977
زيارة أنور السادات لإسرائيل 1977 هي زيارة رئيس مصر محمد أنور السادات في 19 نوفمبر 1977، إلى القدس. وكان الغرض من الزيارة مخاطبة الكنيست، الهيئة التشريعية في إسرائيل، لمحاولة دفع عملية السلام الإسرائيلية العربية. التقى أنور السادات بكبار المسؤولين الإسرائيليين، بمن فيهم رئيس الوزراء مناحيم بيغن. إنها الزيارة الأولى من نوعها لزعيم عربي لإسرائيل. كانت الدولتان تعتبران في ذلك الوقت في حالة حرب. وقد أدان القادة العرب خطوة السادات على نطاق واسع. حتى في مصر، واجه الرئيس السادات معارضة، وهو ما انعكس في استقالة وزير خارجيته إسماعيل فهمي.

## الخلفية
وكان السادات قد صرح أمام جلسة خاصة لمجلس الشعب المصري أنه مستعد للذهاب إلى "بيتهم"، الكنيست في القدس ومناقشة السلام في 9 نوفمبر 1977. وكان من بين الحاضرين زعيم منظمة التحرير الفلسطينية ياسر عرفات. حصل السادات على تصفيق حار، ولم يعتقدوا أن الرئيس كان جادًا بشأن ما كان يقوله. في اليوم التالي لإعلان السادات، قال بيغن إنه يرحب باستعداد السادات للمجيء إلى القدس ، لكنه رفض المطالبة بالانسحاب إلى خطوط 1967. رد الإسرائيليون وأرسلوا إليه دعوة رسمية من خلال السفير الأمريكي في القاهرة.

## الزيارة والخطاب
ساهم إخفاء الاتصالات السرية في تحذير قسم البحث الذي قدر أن زيارة السادات استندت إلى مؤامرة مصرية أخرى. قاد هذا التقييم رئيس الأركان ، مردخاي غور , للتحذير في مقابلة مع صحيفة يديعوت أحرونوت في 15 نوفمبر من أن الزيارة كانت عملية احتيال مصممة للتستر على هجوم مصري.
في خطابه أمام الكنيست الإسرائيلي بتاريخ 20 نوفمبر 1977، أكد أنور السادات على أهمية السلام كقيمة أساسية لبناء مستقبل مستقر وآمن في المنطقة. انتقد السادات الحروب وأضرارها، مشدداً على أن استمرار النزاع لا يجلب سوى الألم والخسائر للجانبين. دعا إلى تجاوز الصراعات وإرساء أسس جديدة للتعاون والتفاهم بين الشعوب، معبراً عن إيمانه بأن السلام هو الطريق الوحيد لتحقيق التقدم والازدهار المشترك.
“تريدون أن تعيشوا معنا في هذا الجزء من العالم،” صرح السادات. “بكل إخلاص، أقول لكم، نرحب بكم بيننا، بأمن وأمان كاملين.” وخلال الخطاب، رفض بشدة السيادة الإسرائيلية على القدس القديمة.
بعد المسجد الأقصى، قام السادات بجولة في كنيسة القيامة.

## العواقب
أثارت خطوة السادات ردود فعل عاصفة في العالم العربي ، وخاصة في البلدان التي تم تعريفها لاحقًا على أنها جبهة الرفض: سوريا وليبيا, العراق والجزائر وأدى بعد ذلك إلى دعوات من الجامعة العربية لعكس مسار مصر.
استمرت المحادثات بعد ذلك في مدينة الإسماعيلية المصرية بوساطة أمريكية. سيتوصل الجانبان إلى اتفاق ثنائي في كامب ديفيد بلغ ذروته في معاهدة سلام في مارس 1979. في 6 أكتوبر 1981، أثناء مشاهدة العرض السنوي بمناسبة ذكرى نجاح مصر الأولي في حرب أكتوبر، اغتيل السادات. يدعي البعض أن أحد دوافع القتل هو اتفاق السلام.